# Argistes africanus
Argistes africanus är en spindelart som beskrevs av Simon 1910. Argistes africanus ingår i släktet Argistes och familjen månspindlar.
Artens utbredningsområde är Namibia. Inga underarter finns listade i Catalogue of Life.